# Волков, Александр Петрович (генерал)
Александр Петрович Волков (1904—1974) — советский деятель госбезопасности, полковник (1943), начальник Секретно-политического управления, член Коллегии Министерства государственной безопасности СССР (1950).

## Биография
Родился в 1904 году в деревне Груздово (ныне — Мосальского района Калужской области). В 1914 году после окончания сельской школы началась его трудовая деятельность. С 1924 года работал на хозяйственных и административных должностях. Член ВКП(б) с 1927 года.
С 1928 года в органах ОГПУ при СНК СССР. С 1941 года занимал руководящие должности в Транспортном управлении ГУГБ НКВД СССР. С 1943 года являлся заместителем начальника Транспортного управления НГБ СССР и уполномоченным ГКО СССР.
С 1946 года назначался заместителем начальника 4-го Управления, 1-го Главного управления МГБ СССР. С 1947 года заместитель начальника, а с 1948 года начальник Оперативного управления МГБ СССР.
С 1949 года назначен начальником Секретно-политического управления, и с 1950 года состоял в Коллегии Министерства государственной безопасности СССР. В 1951 году был освобождён от этих должностей, и с понижением назначен на должности с 1952 года — начальника Контрразведывательного отдела УМГБ, а с 1953 года —начальника Секретно-политического отдела УМВД по Псковской области.
С 1955 года уволен в запас, умер в Москве в 1974 году.

## Награды
- Орден Ленина;
- Орден Красного Знамени;
- Орден Отечественной войны 1-й и 2-й степени;
- Два Ордена Красной Звезды;

Ведомственные знаки отличия:
- Знак Почетный работник ВЧК — ГПУ (XV);